# Rantigny
 Rantigny  es una población y comuna francesa, en la región de Alta Francia, departamento de Oise, en el distrito de Clermont y cantón de Liancourt.

## Demografía
| 1458 | 1901 | 2046 | 2034 | 2500 | 2521 |
| Para los censos de 1962 a 1999 la población legal corresponde a la población sin duplicidades (Fuente: INSEE [Consultar]) |      |      |      |      |      |